# Die Langsamkeit
Die Langsamkeit (französischer Originaltitel: La lenteur) ist ein Roman des aus der Tschechoslowakei stammenden Schriftstellers Milan Kundera, der im Jahr 1994 veröffentlicht wurde. Die deutsche Ausgabe erschien 1995 in der Übersetzung von Susanne Roth im Carl Hanser Verlag in München. Es ist der erste der drei sogenannten „französischen“ Romane Kunderas, die er nach seiner Übersiedlung nach Frankreich nicht mehr auf Tschechisch, sondern in französischer Sprache verfasste (später folgten: Die Identität [L'identité], 1998, sowie Die Unwissenheit [L'ignorance], 2000 zunächst auf Spanisch, 2003 auf Französisch erschienen).

## Inhalt
Der Ich-Erzähler Milan, ein Schriftsteller und Kunderas alter ego, besucht mit seiner Frau Vera für eine Nacht ein Hotel, das in einem Schloss in der französischen Provinz betrieben wird, weil beide darauf Lust haben (S. 5 der gebundenen deutschen Erstausgabe). Sie fahren im Auto dorthin, bedrängt von einem Wagen, der ihnen folgt. Vera fragt sich, angesichts der Gefährlichkeit des Straßenverkehrs, warum die Autofahrer keine Angst haben, wenn sie am Steuer sitzen. Der Ich-Erzähler versucht ihr zu antworten. Aus dieser Szene heraus wird das Leitmotiv der Geschichte entwickelt, eine Reflexion über die Beschleunigung in der Moderne, der die „Langsamkeit“ früherer Zeiten gegenübergestellt wird: „Weshalb ist das Vergnügen an der Langsamkeit verschwunden?“ (S. 7).
Es folgen zwei Erzählstränge; einer geht zurück in das 18. Jahrhundert, der andere läuft in der Gegenwart ab.
In einem ganz ähnlichen Schloss wie diesem spielte, noch zu Zeiten des Ancien Régime, die 1777 veröffentlichte Erzählung Point de lendemain (zu Deutsch: „Kein Morgen“) des französischen Autors Vivant Denon, in der ein junger Chevalier durch die erfahrene Madame de T. nach allen Regeln der Liebeskunst und in diesem Sinne „langsam“ und genussvoll verführt wird. Das Paar weiß, dass es nur diese eine Nacht für sich haben würde. Madame de T. benutzt die Inszenierung, um ihren Ehemann über ihren wahren Liebhaber, den Marquis, zu täuschen. Dieser wiederum eröffnet später dem Chevalier, dass Madame de T. frigide sei, was dem Konkurrenten verborgen geblieben war. Er bemerkt, dass es für diese Nacht „kein Morgen“ geben wird. Der Ich-Erzähler rekapituliert und rekonstruiert diese Geschichte in dem vorgegebenen Setting des Chateau, während er ebenda mit seiner Frau nächtigt.
Der andere Plot beschreibt eine internationale Tagung von Insektenforschern, die in demselben Schloss in der erzählten Gegenwart imaginiert wird. Bei der Tagung soll der tschechische Gelehrte Čechořípský, der nach 1968 aufgrund eines Berufsverbots zwanzig Jahre lang als Bauarbeiter tätig sein musste, einen Vortrag über sein früheres Fachgebiet, die Fliegenforschung, halten. Nach der Wende war er rehabilitiert worden. Die Situation überfordert ihn dann aber vollständig, so dass er, von seinen Gefühlen überwältigt, am Ende vergisst, seine vorbereitete Rede zu halten und nur noch von sich selbst und seinem missglückten Leben spricht (S. 63 ff.). Es stellt sich heraus, dass der Verlust seiner Stelle am Institut nicht auf seine politische Arbeit zurückging, denn er war kein politischer Mensch und handelte auch nicht aus moralischen Motiven. Vielmehr hatte er sich nicht getraut, einer Gruppe von Oppositionellen, die ihn unter Druck gesetzt hatten, einen Raum für Treffen in dem Institut zu versagen: Er befürchtete, sie könnten sich über ihn lustig machen (S. 59 ff.). 
Am Rande des Kongresses bildet sich eine Gruppe um den Intellektuellen Pontevin, der eine Theorie entwickelt hat, wonach hedonistische und narzisstische Intellektuelle und Politiker die Mediengesellschaft in hysterischer Weise als „Tänzer“ bedienen (S. 21 ff.). Ihre Absicht bestehe darin, ein unsichtbares Publikum mit ihrem „moralischen Judo“ (S. 22) zu verführen, allen voran die Intellektuellen Berck und Duberque: „…der Tänzer wirft der ganzen Welt den Handschuh hin: wer ist fähig, sich moralischer, (mutiger, anständiger, aufrichtiger, opferwilliger, wahrheitsliebender) zu zeigen als er?“ (ebenda). Die andere Seite der Medien wird von der Fernsehregisseurin Immaculata vertreten, die in Berck verliebt ist (S. 43). 
Den kunstvollen Amouren in der Erzählung von Vivant Denon wird schließlich eine kurze Affäre in der Gegenwart gegenübergestellt, bei der der Tagungsteilnehmer Vincent bei dem Versuch scheitert, mit der jungen Stenotypistin Julie zu schlafen, weil er in dem öffentlichen Hotel-Schwimmbad, als sich die Gelegenheit ergibt, keine Erektion bekommt (S. 117 ff.). Dabei entwickelt er derbe anal-erotische Fantasien, die weitläufig beschrieben werden. Am Rande des Gerangels in dem Bad verliert Čechořípský zudem seine letzte Zahnkrone (S. 127). 
Im Unterschied zu Kunderas übrigen Werken, ist Die Langsamkeit im Präsens verfasst. Fiktionale und essayistische Passagen werden in dem Text gemischt. Die Erzählstränge sind, abgesehen von der „räumlichen Koinzidenz“, der „Einheit des Ortes“, durch Veras Albträume miteinander verbunden, aus denen sie zweimal aufwacht (S. 88, 134), während Milan am geöffneten Fenster des Hotelzimmers steht und sich die ganze Geschichte ausdenkt. Die sich überschneidende Handlung dringt immer wieder bis in ihre Träume. „Milanku, hör auf, Witze zu machen. Niemand wird dich verstehen“, sagt sie zu ihm, bevor sie das erste Mal wieder einschläft (S. 89).
Die Geschichte endet mit Motiven, die denen zu Beginn der Erzählung gleichen. Alle reisen aus dem Schloss ab. Vincent und der Chevalier begegnen sich unmittelbar in einem bizarren Dialog (S. 144–149). Der Ich-Erzähler und seine Frau besteigen wieder ihr Auto, und Vera befürchtet, dass Vincent, der auf dem Motorrad davonfährt, „zu schnell“ fahren könnte. „Er fährt gern schnell? Auch er?“ – „Nicht immer, aber heute wird er wie ein Verrückter fahren.“ Im Gegensatz zu dem Chevalier, der von einem Kutscher abgeholt wird. Als dieses Bild im Nebel verschwunden ist, lässt der Ich-Erzähler den Motor seines Wagens an und fährt mit seiner Begleiterin nachhause (S. 150 f.).

## Rezeption
Die Langsamkeit, nur 150 Seiten lang und in 51 nummerierte Abschnitte unterteilt, ist ein postmoderner Text. Er erschien in einem Zeitraum, in dem vielfach über Beschleunigung und Entschleunigung als gesellschaftliches Phänomen, über Geschwindigkeit und Langsamkeit geschrieben und nachgedacht wurde. Bereits 1985 erschien Sten Nadolnys Roman Die Entdeckung der Langsamkeit, die Schriften Paul Virilios waren zu Ende des 20. Jahrhunderts weit verbreitet, zehn Jahre später kam Hartmut Rosas Habilitationsschrift Beschleunigung. Die Veränderung der Zeitstrukturen in der Moderne heraus. Zudem greift der Roman ein biografisches Motiv auf: Die Kunderas verließen die Tschechoslowakei im Jahr 1975 in einem Auto. Sie fuhren durch Deutschland nach Frankreich.
Die zeitgenössische Literaturkritik lehnte Die Langsamkeit überwiegend ab: Andreas Kilb resümierte in der Zeit, die Figuren des Romans seien alle lächerlich. „Oder besser: Die Erzählung macht sie lächerlich.“ Kunderas „Erzählkonstrukten“ fehle die „tänzerische Grazie“ seiner früheren Werke, sie wirkten daher „wie pragmata eines Theoretikers.“ Er hält Die Langsamkeit für einen misslungenen Roman.  Auch Stanisław Barańczak warf Kundera in The New Republic in einem veritablen Verriss vor, mit der Langsamkeit als Schriftsteller „seicht und langweilig“ geworden zu sein. Die Aphorismen, mit denen der Band gespickt ist, seien nur „ein Strauß voller Clichés, sogar ein Taxifahrer, der einen zum Flughafen fährt, würde sich schämen, sie zu erzählen“. Ab einem bestimmten Punkt sei alles, was folgt, für den Leser vorhersehbar geworden, es gebe keine Witze und keine Überraschungen mehr. Hubert Spiegel beschrieb die Erzählung in der Frankfurter Allgemeinen Zeitung als einen „langen Seufzer“.
Martin Lüdke wies dagegen in der Frankfurter Rundschau darauf hin, dass jeder Versuch, die komplexe Erzählung des Romans zusammenzufassen, „den Gang der Handlung [keineswegs] nachzeichnen“ könne. Der Roman sei „à la Janacek komponiert: in seiner Technik. Und er genügt einer weiteren Forderung Kunderas: der Polyphonie.“ In jeder Handlungssequenz sei „mindestens das folgende Motiv der Reflexion bereits angeschlagen“. Kundera sei damit voll auf der Höhe des damaligen Diskurses gewesen.
In einem Beitrag zum 85. Geburtstag von Milan Kundera urteilte Peter Mohr im Jahr 2016 in literaturkritik.de, der Autor habe in Die Langsamkeit „ein erzählerisch subtil konstruiertes Plädoyer für eine Umkehr zur medialen Langsamkeit, zur Rückbesinnung auf das geschriebene Wort gehalten“.
Die „französischen Romane“ sind von der Literaturwissenschaft vielfach vom restlichen Werk Kunderas getrennt und nur als ein untergeordnetes Beiwerk angesehen worden.
Zwar würdigte man den Rückgriff Kunderas auf den klassischen französischen Roman vor Balzac, den er erneuert habe. Die alten Vorstellungen von „Langsamkeit“ und Genuss seien „dem Diktat des öffentlichen ‚Images'“ gewichen. „Der Mensch von heute sei durch die Außenwelt programmiert, ethische und ästhetische Maßstäbe würden durch die Medien vorgegeben.“ Hier das verschwiegene intime Schäferstündchen, dort die öffentliche und missglückte Performance vor einem zufälligen Publikum, letztlich das Ende der Privatperson und der Privatsphäre durch die Medien. Die Abläufe würden in dieser Sicht nicht mehr von den Menschen kunstvoll gelebt, sondern durch äußere Umstände bestimmt. Auch die Figur des „Tänzers“ erfährt Beachtung, ausgehend von Kunderas Diktum, wonach es „einen Ruhm vor und nach der Erfindung der Fotografie“ gegeben habe (S. 42).
Tim Jones betonte, bei den drei Motiven der Langsamkeit, der Identität und der Unwissenheit handele es sich um „Variationen“ im musikalischen Sinne von Themen, die schon in seinem früheren Werk angelegt seien.
Doris Boden hob hervor, das Thema des Buchs sei die „persönliche Authentizität“. Den drei „französischen Romanen“ Kunderas sei gemein, dass die darin beschriebenen Figuren die „angestrebte Selbstverwirklichung“ verweigert werde, um sie stattdessen in lächerlicher Weise scheitern zu lassen. Obwohl die Welt immer schwerer durchschaubar geworden sei, glaube doch jeder, selbstbestimmt zu handeln. Durch die Mischung von fiktionalem und essayistischem Stil behalte auch der Leser die „Illusion individueller Autonomie“.

## Ausgaben
- La lenteur. Gallimard, Paris 1994, ISBN 2-07-074135-4 (französisch, Erstausgabe).
- Die Langsamkeit. Hanser, München 1995, ISBN 3-446-18288-8 (französisch: La lenteur. Übersetzt von Susanne Roth, deutsche Erstausgabe).
- La lenteur (= Collection Folio. Nr. 2981). Gallimard, Paris 1997, ISBN 2-07-040273-8 (französisch, französische Taschenbuchausgabe).
- Die Langsamkeit. Fischer Taschenbuch-Verlag, Frankfurt am Main 1998, ISBN 3-596-13088-3 (französisch: La lenteur. Übersetzt von Susanne Roth, deutsche Taschenbuchausgabe).